# コットン・グラウンド
コットン・グラウンド（Cotton Ground）はセントクリストファー・ネイビス、セントトーマス・ローランド教区の町。ネイビス島西部に位置し、カリブ海に面している。人口は398人（2015年）。
ビーチやホテルがあり、観光地となっている。フェリーの港がある島の中心地チャールズタウンと国際空港があるニューカッスルの中間に位置しており、アクセスは容易。隣の都市は、北がクリフトンズ（Cliftons）およびセントジェームズ・ウィンドワード教区、東の内陸部はバーンズ・ガウト、南はジェサップがある。